# Giải bóng đá vô địch quốc gia Ý 1900
Giải bóng đá vô địch quốc gia Ý 1900 là lần thứ ba giải vô địch bóng đá Ý được tổ chức. Genoa đã giành chức vô địch, đây là danh hiệu thứ ba liên tiếp của họ.

## Vòng loại

### Piemonte
Xếp hạng cuối cùng
| VT | Đội               | ST | T | H | B | BT | BB | HS | Đ | Giành quyền tham dự |
| -- | ----------------- | -- | - | - | - | -- | -- | -- | - | ------------------- |
| 1  | F.B.C. Torinese   | 4  | 4 | 0 | 0 | 8  | 2  | +6 | 8 | Vào bán kết         |
| 2  | Juventus          | 4  | 2 | 0 | 2 | 5  | 3  | +2 | 4 |                     |
| 3  | Ginnastica Torino | 4  | 0 | 0 | 4 | 1  | 9  | −8 | 0 |                     |

Kết quả
| Đội 1             | Tỉ số | Đội 2             |
| ----------------- | ----- | ----------------- |
| F.B.C. Torinese   | 3–1   | Ginnastica Torino |
| Juventus          | 0–1   | F.B.C. Torinese   |
| Ginnastica Torino | 0–2   | Juventus          |
| Ginnastica Torino | 0–2   | F.B.C. Torinese   |
| Juventus          | 2–0   | Ginnastica Torino |
| F.B.C. Torinese   | 2–1   | Juventus          |

### Liguria
| Đội 1 | Tỉ số | Đội 2           |
| ----- | ----- | --------------- |
| Genoa | 7–0   | Sampierdarenese |

### Lombardy
Milan là đội duy nhất được đăng ký. Đội được nhận trực tiếp vào Vòng 2.

## Bán kết
Thi đấu ngày 15/4
| Đội 1           | Tỉ số | Đội 2 |
| --------------- | ----- | ----- |
| F.B.C. Torinese | 3–0   | Milan |

## Chung kết
Thi đấu ngày 22/4 tại Turin
| Đội 1           | Tỉ số        | Đội 2 |
| --------------- | ------------ | ----- |
| F.B.C. Torinese | 1–3 (s.h.p.) | Genoa |